# Leo Frank
Pour les articles homonymes, voir Frank.
Leo Max Frank, né le 17 avril 1884 à Cuero et mort lynché le 17 août 1915 à Marietta aux États-Unis, est un directeur d'usine américain de confession juive. En 1913, une adolescente de 13 ans qui travaillait dans l'usine qu'il dirigeait à Atlanta, est retrouvée violée et assassinée. Il est interpellé comme suspect, ainsi que deux de ses employés. L'un de ces derniers, Jim Conley, avoue être le complice du crime et désigne Frank comme le meurtrier. Frank est alors condamné à la peine capitale. Très médiatisé à l'époque, le jugement est également controversé, tandis que Leo Frank fait l'objet d'une campagne de haine à teneur antisémite.
La peine de Leo Frank est commuée en réclusion criminelle à perpétuité par le gouverneur de Géorgie, convaincu de son innocence, mais un commando armé parvient à l'extraire de sa prison où il a déjà été violemment agressé et l'exécute par pendaison, à Marietta en Géorgie. Leo Frank fait l'objet d'une grâce posthume en 1986.
Cette affaire conduit à la création de l'Anti-Defamation League en réaction à l'antisémitisme que ses fondateurs estiment qu'il règne alors aux États-Unis.

## Jeunesse et études 1884-1908

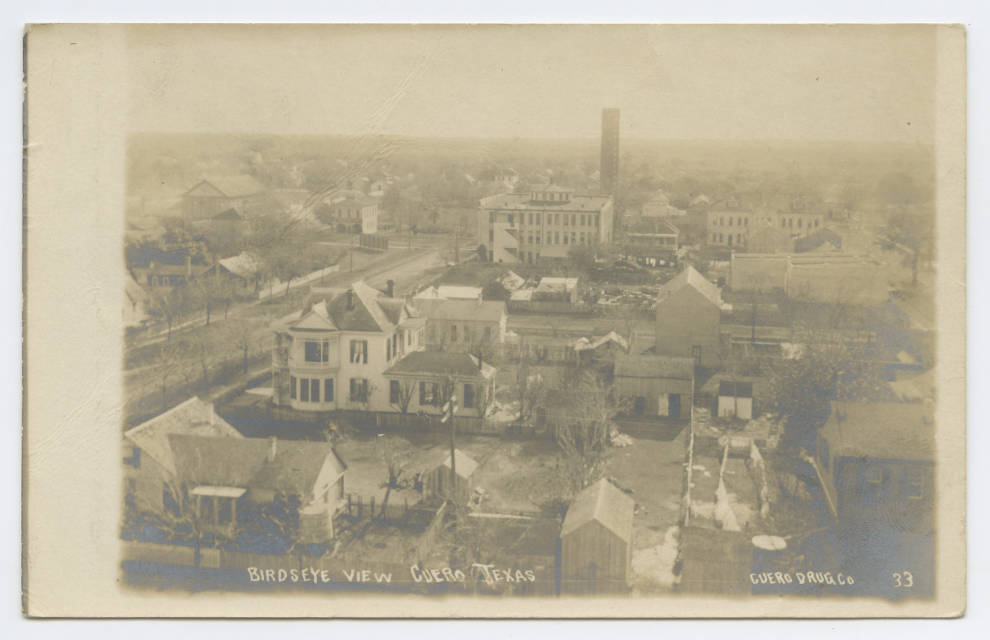
Vue de Cuero au Texas (v. 1901-1907)

Leo Max Frank est né à Cuero (Texas),, fils de Rudolf et Rachel (« Rae ») Jacobs. Sa famille vient d'Allemagne et s'installe d'abord à Brooklyn (New York) avant de faire un court séjour de trois ans à Cuero, épisode durant lequel naît Leo. Le père de Leo n'est pas particulièrement brillant, c'est son oncle Moses qui réussit : originaire comme le reste de la famille d'Allemagne, il fait fortune en commerçant avec les États-Unis et aide sa famille.
Leo fréquente les écoles publiques de la ville de New York et a une « éducation yankee ». Puis il bénéficie d'une haute éducation, puisqu'après être allé au Pratt Institute où il obtient son diplôme en 1902, il va à l’université Cornell, une des plus grandes universités du pays avec Harvard, Princeton ou Yale,, d'où il sort diplômé d'ingénierie mécanique en 1906.
Brillant élève, Leo est recruté par la célèbre B.F. Sturtevant Company à Hyde Park dans la banlieue de Boston (MA) où il travaille comme dessinateur et ingénieur d'essais. Il n'y reste pas longtemps et revient à New York, avant d'être repris en main par son oncle Moses. Ils sont déjà allés en Europe ensemble plusieurs fois (1905, 1906, 1907). Ils y ont visité l'Allemagne et la France, et ont fait la connaissance des Faber, une famille de fabricants de stylos de Hambourg. C'est là que Leo revient, et passe neuf mois de décembre 1907 à juillet 1908 ; il y apprend tout du système de fabrication. Fort de cette nouvelle expérience, il est recruté par Sigmund (dit « Sig ») Montag qui vient de créer la National Pencil Company et a besoin d'un directeur pour sa nouvelle usine d'Atlanta. Moses Frank qui connaît Sig Montag (tous deux sont Juifs d'Allemagne) réussit à faire nommer Leo à ce poste ; un mois plus tard, il est promu au poste de surintendant.

## Débuts à Atlanta: 1908 à 1913

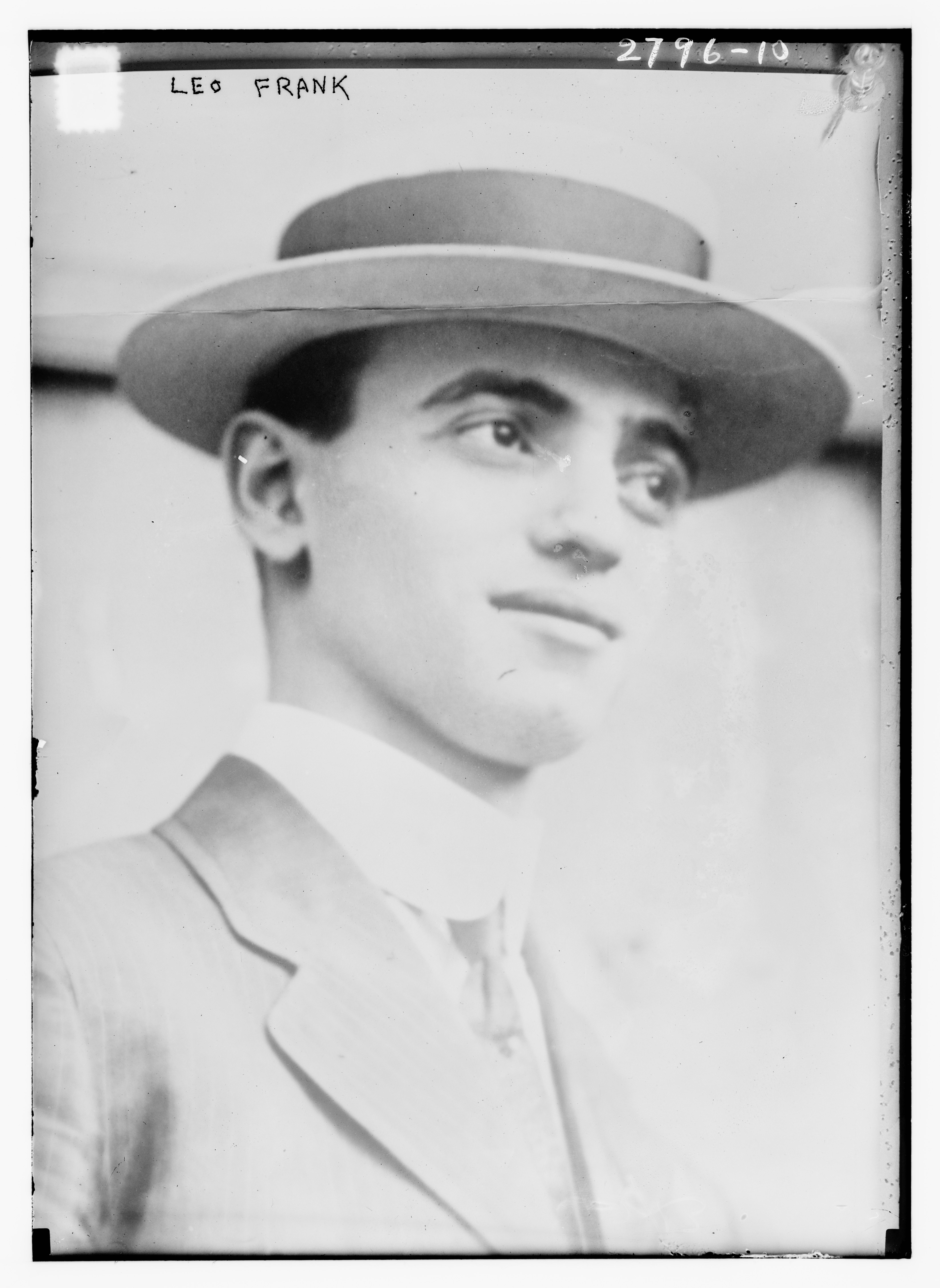
Leo Frank, 1910.

De constitution mince et frêle, Leo M. Frank travaille à l'usine de stylos établie sur Forsyth Street. Il s'installe en août 1908. Atlanta abrite alors la plus grande communauté juive du Sud ; aussi Leo y fait-il la connaissance de sa future femme, Lucille Loeb-Cohen Selig (29 février 1888 – 23 avril 1957), la fille de la plus illustre famille juive d'Atlanta, qui appartient à la classe moyenne supérieure de la ville, et a fondé la première synagogue de la ville. Ils se marient le 28 novembre 1910.
Frank grimpe vite les échelons et cumule bientôt à lui seul les plus importantes fonctions de l'usine : directeur (gagnant 180 $ par mois et touchant une partie des bénéfices de l'entreprise), trésorier, comptable, gérant des payes, et même copropriétaire des lieux ; bientôt il devint aussi directeur associé de l'autre usine de stylos de la ville située sur Bell Street. Il s'attache principalement à pousser au maximum la productivité de l'usine. Il installe un système de poinçonnage de cartes qui chronomètre le travail des employés à la seconde près.
Frank est élu chef de la section de l'organisation juive du B'nai B'rith d'Atlanta à la fin de l'année 1912. À cette époque, la communauté juive d'Atlanta est la plus nombreuse du Sud des États-Unis ; la famille Frank fait partie d'un environnement social et culturel philanthropique avec des activités de loisirs telles l'opéra et le bridge. 
L'élite juive d'Atlanta dont faisait partie Leo Frank était exceptionnellement assimilée au tissu politique, économique et social de la ville. Mais malgré leur succès, ces citoyens sont perçus comme intrinsèquement différents de la majorité de la population et ont essayé de ne pas créer de nuisance par leur présence pour éviter de renforcer les préjugés et réduire les tensions. L’un des principaux dirigeants – de 1895 à 1946 – de la communauté juive fut le rabbin David Marx qui fit adopter à la synagogue juive réformée une forme et une apparence américanisées ; « les hommes ne portaient ni kippa ni talit, les fêtes juives traditionnelles... n'étaient observées par Marx et ses disciples que pendant une seule journée, tandis que les services religieux étaient célébrés le dimanche plutôt que le shabbat »  . 
Au printemps 1913, la femme de Leo Frank est enceinte.

## Viol et meurtre de Mary Phagan: 1913
Dans la nuit du 26 au 27 avril 1913, on découvre dans l'usine le corps de Mary Phagan, une employée qui aurait fêté ses 14 ans quelques semaines plus tard et qui était venue chercher sa paye pour ses heures de travail de la semaine.

### Mary Phagan: 1899-1913

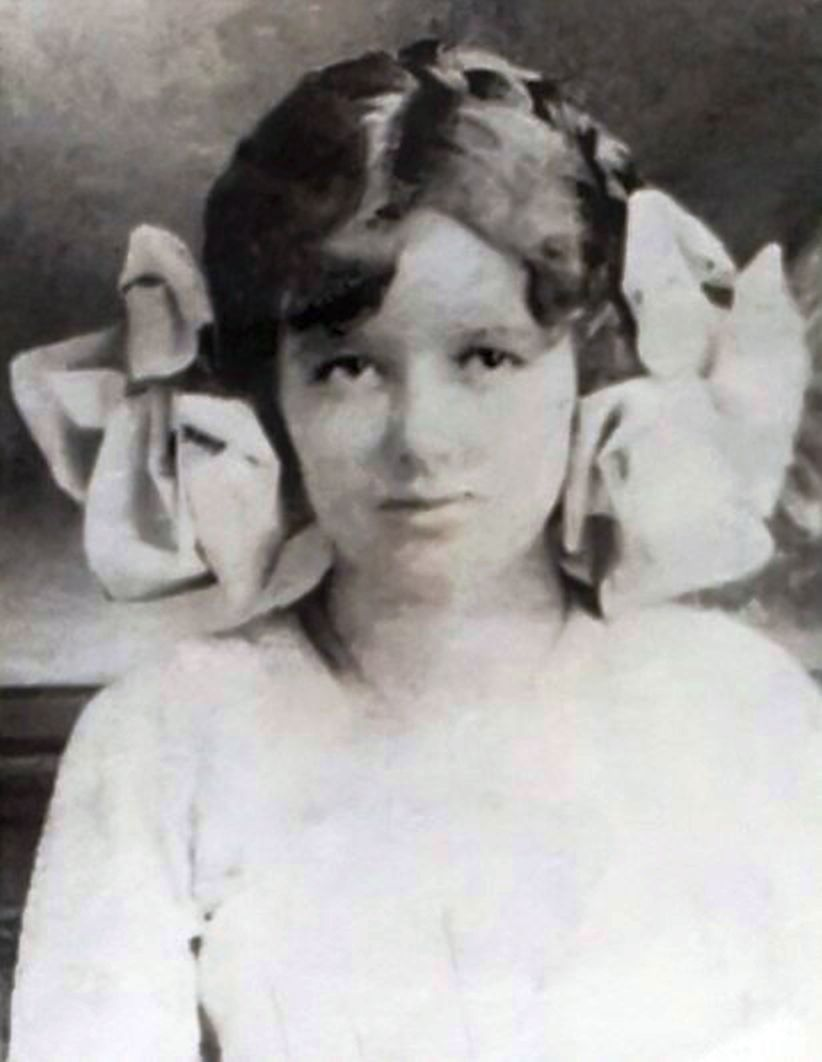
Mary Phagan.

Mary Phagan est née le 1er juin 1899 dans une famille de fermiers géorgiens d'origine irlandaise et son père est mort avant sa naissance. Peu de temps après la naissance de Mary, sa mère, Frances Phagan, ramène la famille dans leur ville natale de Marietta, en Géorgie. Pendant ou après 1907, ils déménagent à East Point en Géorgie, au sud-ouest d'Atlanta, où Frances ouvre une pension. Mary Phagan quitte l'école à 10 ans pour travailler à temps partiel dans une usine de textile. 
En 1912, après que sa mère eut épousé John William Coleman, la famille déménage dans la ville d'Atlanta. Ce printemps-là, Mary Phagan accepte un emploi à la National Pencil Company où elle gagne dix cents de l'heure en utilisant une machine à moleter qui insère des gommes en caoutchouc dans les embouts métalliques des crayons. L’adolescente travaille 55 heures par semaine, en face du bureau de Leo Frank,. 
Le 21 avril 1913, Mary Phagan est licenciée en raison d'une pénurie de matériaux. Le 26 avril, vers midi, elle se rend à l'usine pour réclamer son salaire de 1,2 $ dû pour ses 12 heures de travail de la semaine.

### Découverte du corps
Le corps de Mary Phagan est découvert dans la nuit du samedi 26 au dimanche 27 avril 1913 à 3 h du matin par le veilleur de nuit noir de l'usine, Newt Lee, à l'arrière du sous-sol près d'un incinérateur, dans les toilettes réservées aux Noirs ; à cette époque le Sud est soumis à la ségrégation raciale qui n'est abolie en droit qu'à la fin des années 1960. Lee téléphone à la police qui arrive sur les lieux dix minutes plus tard. 

La robe de Mary Phagan est remontée autour de sa taille et une partie de son jupon est arrachée et enroulée autour de son cou. Son visage est noirci et écorché, et sa tête est meurtrie par les coups. Une bande de cordon d'emballage longue de 2,1 m (7 pieds) et large de 6,4 mm (1 ⁄ 4 pouce) est nouée en boucle autour de son cou  et enfoncée en profondeur, montrant ainsi qu'elle a été étranglée. Ses sous-vêtements sont toujours autour de ses hanches, mais tachés de sang et déchirés. Sa peau est couverte de cendres et de saleté provenant du sol, ce qui donne d'abord l'impression aux premiers policiers qu'elle et son agresseur se sont battus dans le sous-sol.    

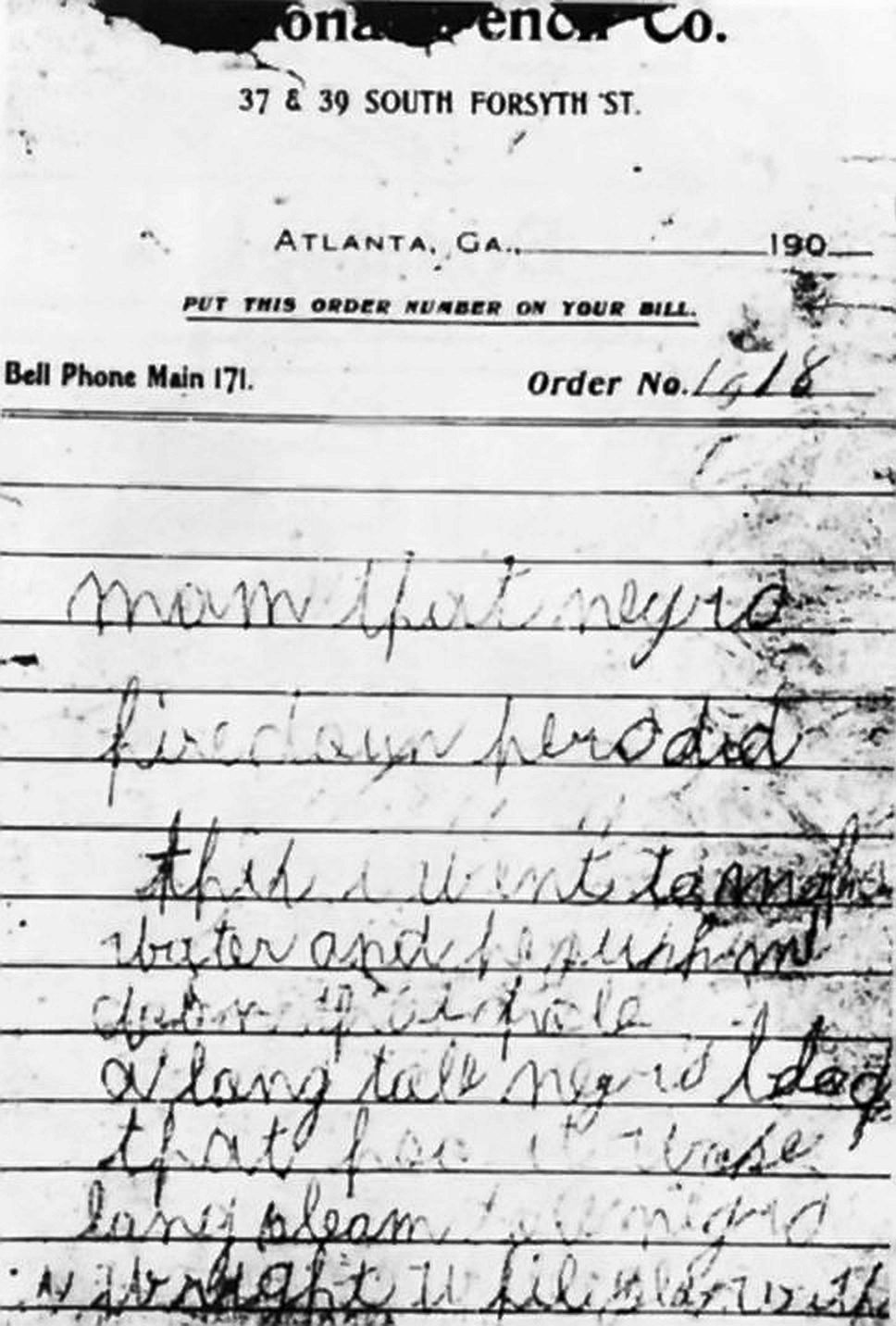
Une des deux notes (murder notes) trouvées près du corps de la victime, Mary Phagan (27 avril 1913).

On trouve près du corps très sali de la jeune fille, deux bouts de papier (murder notes) sur lesquels, agonisante, elle aurait écrit que son violeur et assassin serait noir. 
« ... He said he wood love me land down play like the night witch did it but that long tall black negro did boy his slef... »

« ... Mam that negro hire down here did this i went to make water and he push me down that hole a long tall negro black that hoo it wase long sleam tall negro i write while play with me. »
Lorsque les notes ont été initialement lues à haute voix, le gardien de nuit Newt Lee dit: « Patron, on dirait qu'ils essaient de me piéger en me rejetant la faute ». Ce veilleur de nuit analphabète n'a pas pu lire le mot, et cela en fit le premier suspect. Il est arrêté mais le système de pointage établi par Leo Frank innocente Newt Lee qui a pointé en temps et en heure toutes les quinze minutes.
À l'aube du dimanche matin, les policiers préviennent alors Leo Frank, le patron de l'usine, de la découverte du corps et le prient de se rendre immédiatement sur les lieux du crime. Leo Frank ne semble pas comprendre tout de suite la situation car il se montre revêche et semble déplaire aux policiers qui lui reprochent sa nonchalance et croient déceler un ton apeuré dans sa voix. Lorsque Leo Frank se rend sur place, quatre heures après la découverte du corps, il continue de faire mauvaise impression et apparaît le plus troublé de toute l'assistance. 
N'ayant pas confiance dans la police d'Atlanta, Leo Frank engage alors une entreprise de détectives privés (Pinkerton Detective Agency) aux frais de la société. Il apprend que les policiers ont pollué la scène de crime, ne relevant pas des empreintes digitales dans du sang séché, par exemple.

### Interpellations et arrestations

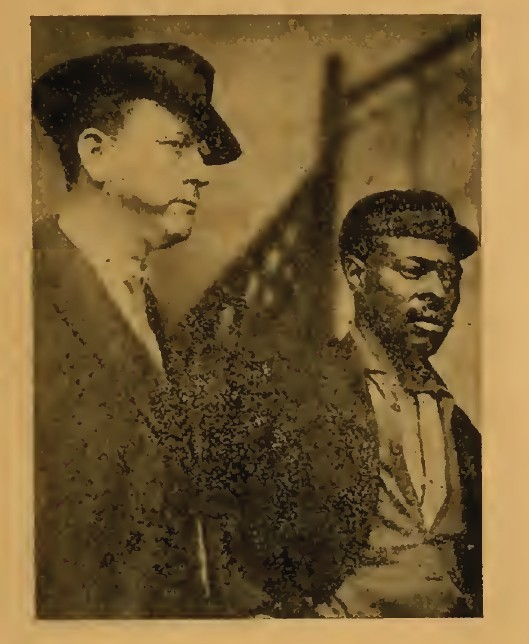
Arrestation du veilleur de nuit Newt Lee qui a découvert le corps, par le détective John R. Black (27 avril 1913)

Le lendemain de la découverte du corps, les autorités d'Atlanta offrent une récompense de 500 $ pour des informations conduisant à l'arrestation du coupable. 
Le lundi suivant, la police émit l'hypothèse que le meurtre avait eu lieu non pas au sous-sol mais au deuxième étage, sur la base de cheveux trouvés sur un tour et de ce qui semblait être des traces de sang humain sur le sol.  
En plus du veilleur Newt Lee qui a découvert le corps, la police arrête pour ce crime Arthur Mullinax, un ami de Mary Phagan, conducteur de tramway de vingt-quatre ans d'Atlanta qui avait rencontré Mary et était souvent vu en train de parler et de flirter avec elle lors de ses déplacements depuis son domicile. Une personne a également témoigné que Mary avait été vue avec Mullinax vers minuit le samedi. Peu à peu, la police est convaincue que ces deux personnes ne sont pas les coupables,. 
Les policiers resserrent leurs filets autour de Leo Frank : Il est le dernier à avoir vu la fille vivante, son comportement a été nerveux et le jour du meurtre, il a fait deux choses inhabituelles qu'il n'avait jamais faites auparavant : il a demandé à Newt Lee, le veilleur de nuit, de venir deux heures en avance au travail (16 h au lieu de 18 h) et, lorsque ce dernier s'est présenté à 16 h, lui a demandé de repartir pour revenir à 18 h. Enfin, Leo Frank est rentré chez lui à 18 h 25 où il a téléphoné à Newt Lee vers 19 h pour savoir si tout allait bien. Frank se justifie ensuite en disant qu'en quittant l'usine à 18 h, il a croisé James Gantt, un ancien comptable, licencié pour vol deux semaines auparavant, qui venait récupérer des chaussures laissées à son ancien bureau et qu'il demanda alors à Newt Lee d'accompagner le comptable et s'assura ensuite par téléphone que tout s'était bien passé avec lui.

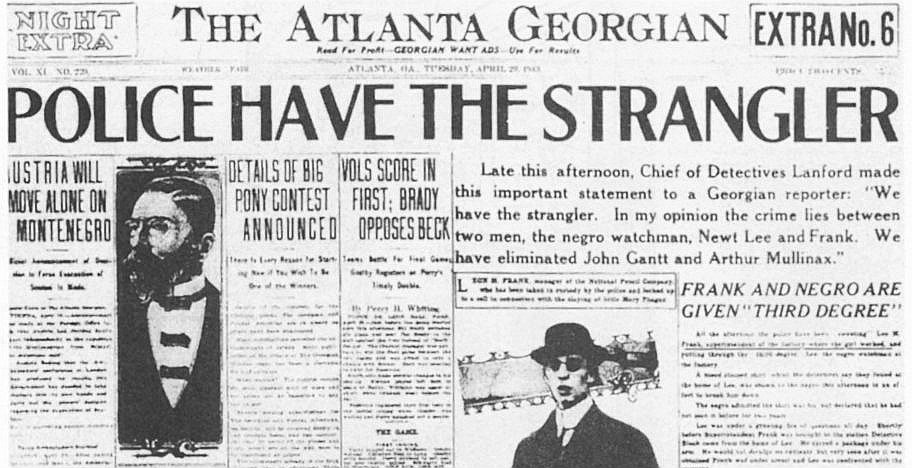
Une de lAtlanta Georgian annonçant que la police se concentre sur Leo Frank (29 avril 1913).

Le lendemain, 28 avril, Leo Frank est convoqué au commissariat pour y être entendu. Il y est rejoint par son avocat, Luther Rosser, et l'avocat de la compagnie, Herbert Haas. À la demande de Rosser, Frank montre qu'il n'est atteint d'aucune blessure, ni coupure, et la police ne retrouve pas de sang sur son costume porté le samedi. De même à son domicile, on ne retrouve pas de trace de sang dans la buanderie.
Le 29 avril, Leo Frank est arrêté. Les enquêteurs ne laissent rien filtrer à la presse. Aussi est-elle tout d'abord indécise, tout comme l'opinion publique ; la communauté juive et la famille de Frank clament son innocence mais dans le reste de la population, des rumeurs de culpabilité commencent à circuler.

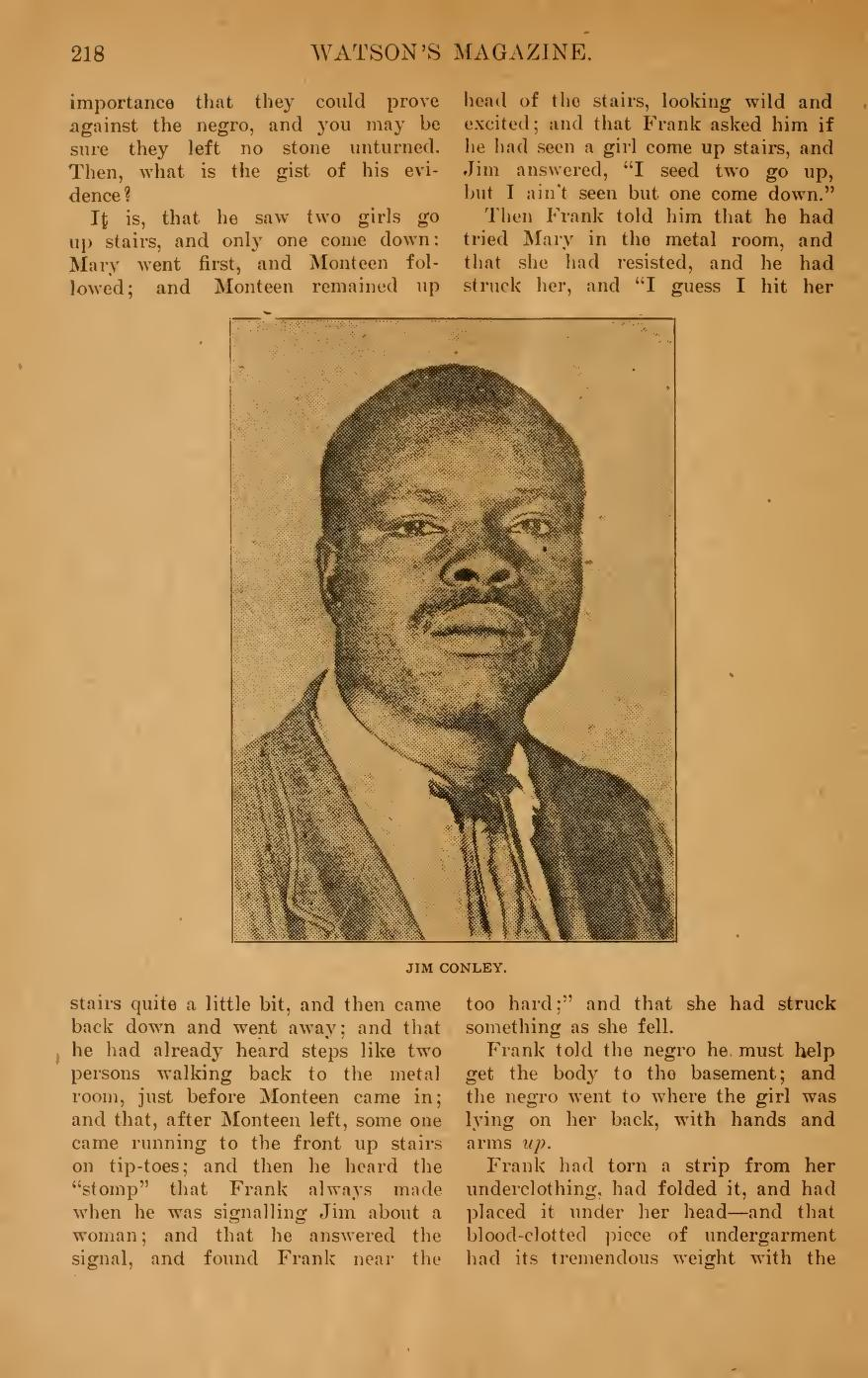
Le balayeur Jim Conley, interpelé le 1 mai 1913, après avoir été vu laver des taches sur un vêtement, et condamné le 24 février 1914 pour complicité, sur le Watson's Magazine (août 1915).

Le 1er mai 1913, un employé de l'usine est interpellé. Il s'agit d'un balayeur noir du nom de James (« Jim ») Conley. Il est arrêté car il a été surpris en train de laver des taches rouges sur une chemise de travail bleue ; il s'en défend en disant que c'était de la rouille ; quand il est appréhendé, il a fini de laver la chemise. Il est entendu et questionné par les enquêteurs, et finit par dire que c'est Leo Frank qui l'a recruté pour se débarrasser du corps et lui a promis 200 dollars en paiement. Des témoins ont d'ailleurs vu le modeste Jim Conley passer beaucoup de temps dans les bars depuis le meurtre, consommant beaucoup d'alcool. Quand les policiers lui parlent des bouts de papier trouvés sur le corps, avec une faute d'orthographe sur le mot « Nightwatchman »,  il affirme que c'est Leo Frank qui les lui a dictés la veille du meurtre, car aussi surprenant que cela puisse paraître pour l'époque, Jim Conley sait lire et écrire. Les enquêteurs font vérifier son écriture, différents experts expriment des avis contradictoires ; de même, ils montrent les papiers à la tutrice de Mary Phagan qui affirme ne pas reconnaître là l'écriture de la victime. 
Le 29 mai, Jim Conley est à nouveau interrogé pendant quatre heures . Il déclare que Leo Frank lui a dit avoir porté une fille et que sa tête avait heurté quelque chose quand il l'avait laisser tomber. Conley et Frank auraient emmené le corps au sous-sol via l'ascenseur, puis seraient retournés au bureau de Frank où les notes du meurtre auraient été dictées. Conley s'est ensuite caché dans l'armoire pendant la visite de deux personnes au bureau. Il dit que Frank lui a proposé 200 $, mais qu'il les avait repris en disant qu'il règlerait tout avec lui le lundi, si tout se passait bien. Enfin, Conley conclut : « La raison pour laquelle je n'ai pas dit cela auparavant est que je pensais que M. Frank sortirait et m'aiderait et j'ai décidé de dire toute la vérité sur cette affaire. »   
Tout semble accréditer la thèse de Conley. À cela, viennent s'ajouter des rumeurs qui font du patron de l'usine un « maquereau » et un pervers sexuel, des vices qui auraient été plus marqués depuis la grossesse de sa femme. Il harcèlerait notamment les jeunes ouvrières comme Mary Phagan : une vingtaine d'entre elles témoignent au tribunal avoir été victimes de ses assauts (mais qu'elles ont toutes repoussés). La défense produit un certain nombre de témoignages de jeunes ouvrières qui disent n'avoir jamais vu Leo Frank flirter ou toucher une employée, et qu'elles le considèrent comme ayant bon caractère ; dans sa réfutation, l'avocat général Hugh Manson Dorsey (1871-1948) présente des ouvrières qui disent le contraire.  
Il courait également une rumeur affirmant qu'étaient souvent organisées pendant la nuit des parties fines dans l'usine même. Une maquerelle d'Atlanta en témoigne au tribunal. Les policiers pensent tenir leur coupable et échafaudent leur hypothèse : le jour du 26 avril, peu après midi, la petite Mary se rend à l'usine pour toucher sa paye que doit lui remettre Leo Frank. C'est là qu'elle aurait refusé ses avances, ce que Leo Frank n'aurait pu supporter. Après l'avoir violée, il l'aurait étranglée et aurait soudoyé Jim Conley pour se débarrasser du corps. 
L'Atlanta Georgian engage l'avocat William Manning Smith pour défendre Jim Conley pour 40 $. W. Smith est connu pour être spécialisé dans la représentation de clients noirs, et il a déjà remporté plusieurs procès. Constatant que son client semble trop bavard auprès de ses co-détenus et des journalistes, l'avocat parvient à le faire transférer dans une autre prison, et rompt sa propre relation avec The Georgian.
Les charges retenues contre Leo Frank sont extrêmement graves puisque les enquêteurs arrivent à prouver avec le témoignage de Jim Conley que Leo Frank aurait prémédité ses actes. Selon les enquêteurs, Leo Frank aurait tout manigancé pour qu'un Noir soit accusé à sa place - culpabilité facile à accepter par une population blanche raciste et ségrégationniste (en 1906, Atlanta avait connu les pires émeutes raciales du pays). Cependant, tous les témoignages de l'accusation feront l'objet de rétractations et de réaffirmations successives.[réf. nécessaire]

## Procès et condamnation à mort

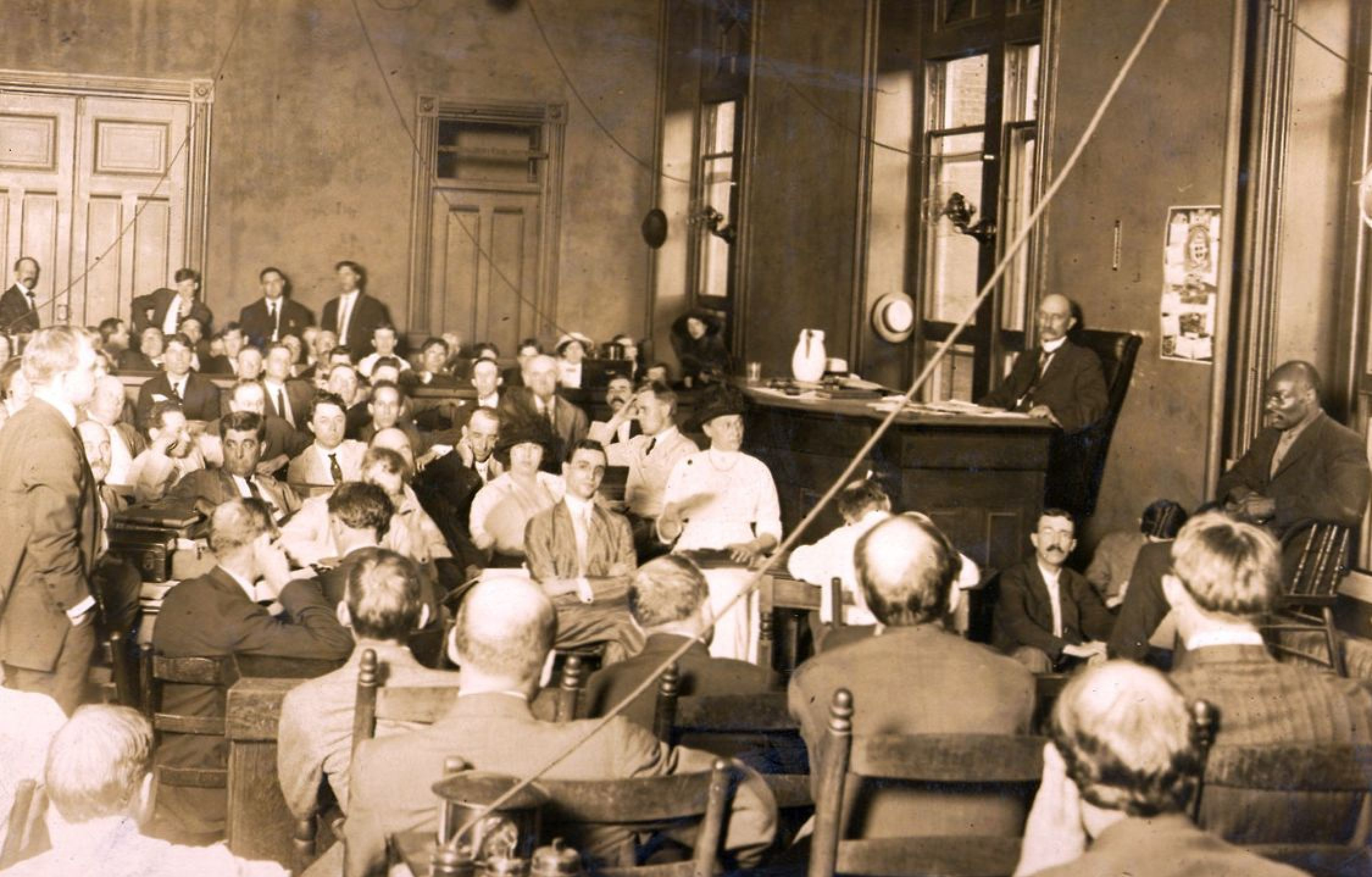
Témoignage du veilleur de nuit, Newt Lee, assis à droite, le premier jour du procès. Le procureur Hugh Dorsey se tient debout à gauche. Leo Frank, assis au centre bras croisés, regarde l'objectif. Son épouse Lucille Frank, est assise derrière lui et sa mère, Mme Ray Frank, se tient debout à côté de lui (28 juillet 1913).

Sur la base de l'hypothèse formulée par la police américaine, Leo Frank est inculpé le 24 mai 1913. 
Le procès commence le 28 juillet devant la Cour supérieure du comté de Fulton, présidée par le juge Leonard S. Roan. L'équipe de l'accusation est dirigée par le procureur Hugh Dorsey et comprenait William Manning Smith (l'avocat de Jim Conley et le consultant du jury de Dorsey). Frank est représenté par une équipe juridique de huit avocats – dont des spécialistes de sélection des jurés – dirigée par Luther Rosser, Reuben Arnold et Herbert Haas. Deux jurés sont récusés par la défense pour avoir tenu des propos antisémites envers Leo Frank avant le procès mais rien ne fut prouvé malgré certains témoignages. 
Des centaines de spectateurs sont logés à l'intérieur de la salle et une grande foule est rassemblée à l'extérieur du bâtiment pour regarder le procès à travers les fenêtres. La défense, dans ses recours en justice, citera plus tard la foule comme facteur d'intimidation des témoins et du jury.  
Le 25 août, après moins de quatre heures de délibération, le jury rend son verdict et reconnaît, à l'unanimité, Leo Frank coupable du meurtre de Mary Phagan. Le lendemain, 26 août, la culpabilité établie, le juge Leonard S. Roan réunit le conseil à huis clos et condamne Leo Frank à la peine de mort par pendaison, et fixe l'exécution de la sentence au 10 octobre 1913. 
Les jurés n'ont pas cru à la défense de Frank qui rejetait le crime sur Jim Conley ; d'autant que si on pouvait penser que Frank était accusé uniquement parce que juif, riche et « nordiste », on avait du mal à comprendre le discours raciste des avocats de Frank qui déclaraient Conley « noir, alcoolique, menteur, puant », etc.. En revanche, l'avocat Hugh Dorsey a décrit Conley comme « un type familier » de « vieux nègre », comme un minstrel (ménestrel) ou un ouvrier de plantation. Durant le procès, Conley a changé sa version au sujet des 200 $ promis par Frank qui aurait décidé de retenir l'argent jusqu'à ce que le balayeur parvienne à brûler le corps de Mary Phagan dans un four du sous-sol. Conley fait ainsi plusieurs déclarations contradictoires, mais son attitude naïve lui donne les faveurs du public. Quelques mois plus tard, soit le 24 février 1914, James Conley est condamné à un an de prison pour complicité dans le meurtre de Phagan. 
Le verdict au sujet de Leo Frank devait être rendu un samedi mais ce jour étant le jour d'affluence des gens de la campagne à Atlanta, le juge repousse l'énoncé du verdict au lundi, de peur des réactions de la foule. Le juge interdit aussi à Frank et ses avocats de siéger au tribunal au moment de l'énoncé du verdict, pareillement pour éviter tout lynchage.

## Appels et détention de 1913 à 1915

### Appels rejetés

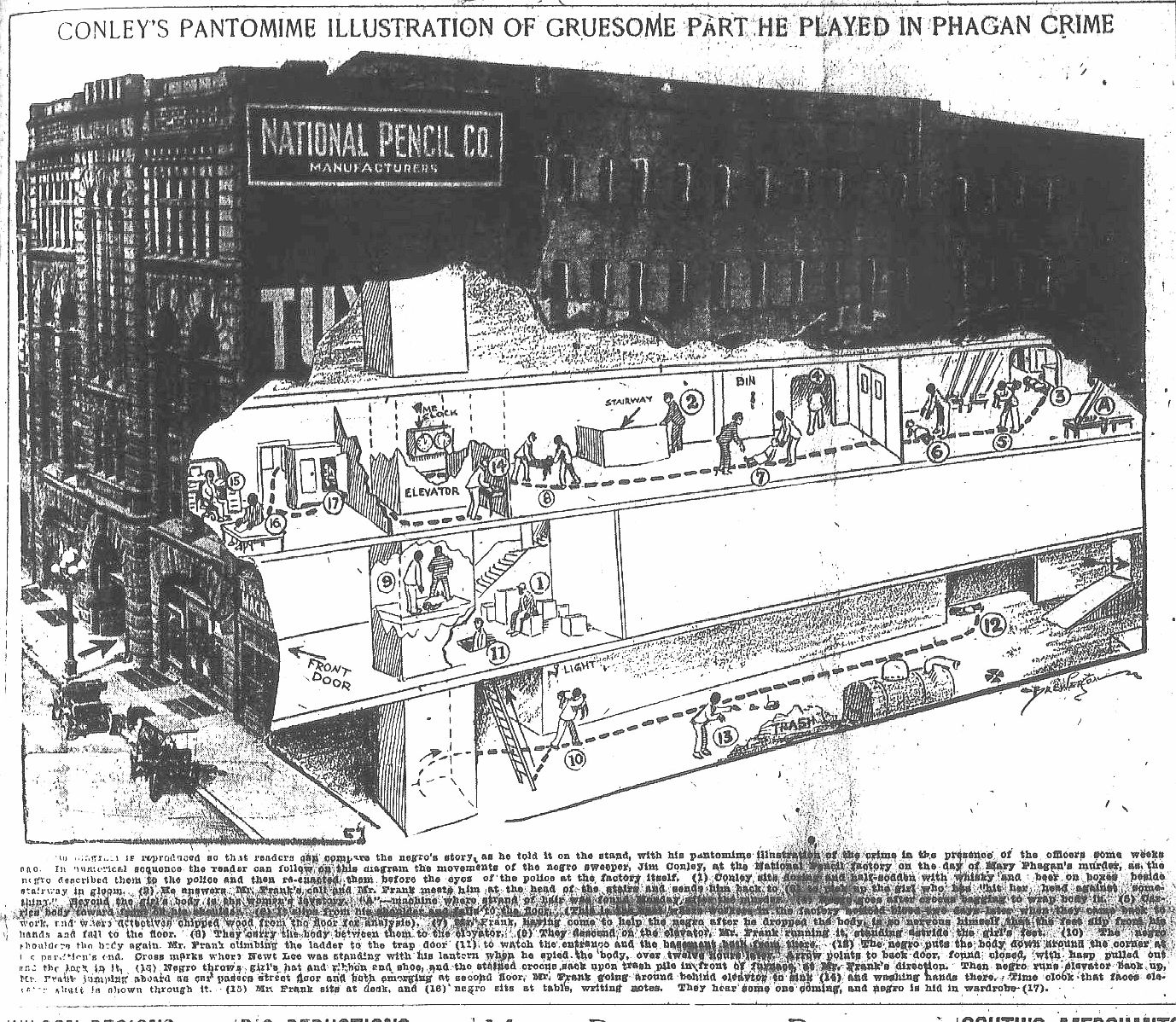
Dessin de reconstitution des actes de Jim Conley après l'assassinat de Marie Phagan, selon lAtlanta Journal (4 août 1913).

En vertu du droit de l'État de Georgie de l'époque, une demande d'appel sur une affaire de peine de mort devait être fondée sur une erreur de droit, et non pas sur une réévaluation de la preuve présentée au procès. La défense présenta donc un dossier alléguant 115 problèmes de procédure : préjugés du jury, intimidation du jury par la foule à l'extérieur du palais de justice, mauvaise appréciation de la preuve, etc.
En avril 1914,  Leo Frank subit un examen pour déterminer sa santé mentale et il s'avère sain d'esprit. 
Leo Frank fit donc appel. Durant la procédure, en octobre 1914, l'avocat de Jim Conley déclara que Conley était le vrai coupable et qu'il s'en était confié à lui mais cela n'empêcha pas l'appel d'être rejeté en novembre 1914 par la cour d'appel de Géorgie, bien que le juge Leonard S.Roan ait dit : « Je ne suis pas tout à fait convaincu que Frank est coupable ou innocent. Mais je n'ai pas à être convaincu. Le jury était convaincu »,. Le 21 décembre, le juge de district américain W. T. Newman refuse une requête en habeas corpus.
À ce moment, la défense de Leo Frank lui avait déjà coûté un total de 40 000 dollars, une véritable fortune à l'époque. Pour faire face aux frais, Frank bénéficiait du soutien de son oncle Moses et d'un des amis de ce dernier, Louis Marshall (en), le président de l'American Jewish Committee.
Alors, Leo Frank fit appel lors d'une requête extraordinaire auprès de la Cour suprême de Georgie (GASC), qui se tint devant un seul juge, Benjamin Hill. Mais là encore, l'appel fut rejeté par 7 voix contre 2, le 19 avril 1915, au motif que les preuves et les témoignages étaient légalement proportionnés à un verdict de culpabilité. La demande d'appel donna lieu à un temps de sursis à l'exécution, fixée au jour du trentième anniversaire de Frank, le 17 avril 1914.
Durant toute cette période, la presse américaine révéla de nombreux témoignages tendant à innocenter Leo Frank. Elle publia les lettres écrites en prison par Jim Conley à Annie Maude Carter, une femme de La Nouvelle-Orléans, dans lesquelles il aurait avoué le crime. Un détenu surnommé « Freeman » jura qu'il était avec Jim Conley dans le sous sol de l'usine le jour du meurtre. Ils jouaient aux cartes ensemble pour de l'argent et alors que Conley était à court d'argent, il serait monté à l'étage où il aurait croisé Mary Phagan et l'aurait assassinée pour lui prendre sa paye. « Freeman » affirma l'avoir vu étrangler Mary Phagan. Un biologiste de l'État déclara dans un journal qu'à son examen microscopique des cheveux trouvés sur un tour peu de temps après l'assassinat, ils ne correspondaient pas à ceux de Mary Phagan. Un pasteur noir d'Atlanta affirma avoir entendu deux Noirs chuchoter le lendemain du meurtre, l'un d'eux affirmait qu'il avait été importuné par un agent d'assurances et qu'il lui affirma : « J'ai tué une petite fille aujourd'hui, alors ne m'obligez pas à tuer quelqu'un d'autre », etc. Tous ces témoignages convergeaient vers la culpabilité de Jim Conley mais ils furent systématiquement répudiés lors de l'audition des personnes par la police d'Atlanta, si bien qu'aucun élément nouveau ne permit d'innocenter Leo Frank et le rejet de l'appel du 14 novembre 1914 fut confirmé.

### Commutation de peine
Le 31 mai 1915, les avocats de Frank déposèrent une demande pour commuer la peine de mort en prison à vie. L'exécution était programmée pour le 22 juin 1915.

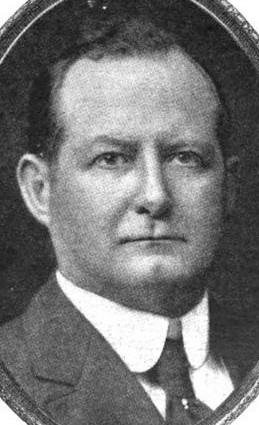
John Marshall Slaton, gouverneur de Géorgie, qui commua la peine de mort de Leo Frank en prison à vie.

Le gouverneur de Géorgie, John M. Slaton (en), ouvrit les audiences le 12 juin 1915. En plus de recevoir les argumentations et nouvelles preuves des deux côtés, Slaton visita la scène du crime et passa en revue plus de 10 000 pages de documents. Cela comprenait diverses lettres dont un écrit par le juge Roan peu avant sa mort demandant à Slaton de corriger son erreur et de faire preuve de clémence,. Slaton reçut également plus de 1 000 menaces de mort. L'ancien avocat de Jim Conley, William Smith, était convaincu que son client avait commis l'assassinat et exposa une analyse de 100 pages de notes pour la défense, particulièrement sur les écrits de Conley et les « murder notes » attribuées à Mary Phangan.
John Slaton produisit un rapport conclusif de 29 pages. Dans la première partie, il critiqua les personnes étrangères à l'affaire, en particulier la presse du Nord. Il défendit la décision du tribunal de première instance, qu'il jugeait suffisante pour un verdict de culpabilité. Il résuma les points à charge contre Frank, que « toute personne raisonnable » de l'État accepterait, et dit qu'il était difficile de concevoir que Jim Conley ait pu fabriquer tous ces petits détails, à moins que ce ne soit la vérité. Après avoir fait part de ces différents éléments, le récit de Slaton changea de cap dans une deuxième partie, et il posa la question rhétorique : « Est-ce que Jim Conley dit la vérité? » Le juriste Leonard Dinnerstein écrit : « Slaton a fondé ses opinions principalement sur les incohérences qu'il avait découvertes dans le récit de Jim Conley », particulièrement le transport du corps au sous-sol et les notes laissées par la jeune Mary, éléments qui ne pouvaient plus être acceptables dans leurs interprétations initiales. Notamment, d'anciens excréments trouvés intacts dans la cage d'ascenseur prouveraient que Conley n'a pas pu l'utiliser pour transporter le corps contrairement à ses affirmations, et les « murder notes » montreraient des formes stylistiques retrouvées dans les courriers personnels de Conley, rédigés à la 3e personne (et non pas à la 1re personne), erreur que n'aurait pas pu commettre une personne instruite comme Leo Frank. Slaton admit aussi l'argument de la défense selon laquelle les accusations de « perversion » de Frank reposaient sur le fait que les juifs étaient circoncis.
La veille de l'exécution prévue de Leo Frank, le 21 juin 1915, le gouverneur John Slaton commua la peine en prison à vie, à une semaine de la fin de son mandat de gouverneur, au motif juridique qu'il y avait, pour justifier les actions de Leo Frank, de nouvelles preuves suffisantes qui n’étaient pas disponibles lors du procès initial.
Cette décision qui allait à l'encontre du jury populaire, prise à la veille de la fin du mandat du gouverneur et à la veille de l'exécution de la sentence, ne fit qu'attiser un peu plus la haine sur le cas Leo Frank. La foule était en colère.
Le maire d'Atlanta, Jimmy Woodward, fit remarquer que « la plus grande partie de la population cro[ya]it Frank coupable et que la commutation [étai]t une erreur ». En réponse, le gouverneur Slaton invita la presse à son domicile en leur disant :

« Tout ce que je demande est que le peuple de Georgie lise ma déclaration et examine calmement les motifs que je viens de donner pour commuer la peine de Leo M. Frank. Mon ressenti sur cette affaire est que je serais un assassin si je laissais cet homme être pendu. Je préfère perdre quelques nuits de sommeil que vivre quarante ans — si je vis aussi longtemps — avec le sang de cet homme sur mes mains,. »

Il dit également aux journalistes qu'il était certain que Conley était le véritable meurtrier et, en privé à ses amis, qu'il aurait émis un acquittement total, s'il n'avait la conviction que Leo Frank serait bientôt en mesure de prouver son innocence et que dans peu de temps, la vérité sortirait à cause de certains « faits » non révélés de l'affaire, qui corroboraient la théorie de la défense sur la façon dont Conley avait assassiné Mary Phagan.

#### Hostilité à l'égard du gouverneur
Le public était outré. John Carson, un musicien, joueur de fiddle, composa une chanson, La balade de Mary Phagan, qu'il joua devant le palais du gouverneur pour protester contre la commutation en prison à vie. La presse révéla alors que le gouverneur Slaton et l'avocat de Frank avaient une affaire en commun (en fait le cabinet d'avocats qui défendait Leo Frank depuis le début de l'affaire). Slaton et sa femme furent alors menacés de mort ; une foule se pressa aux alentours de leur villa à 7 kilomètres de la ville pour l'attaquer, et il fallut une compagnie de la milice pour les protéger de toute intrusion ; des fils barbelés furent appliqués tout autour de la propriété, et les fréquents « Halte, qui va là ?! » empêchèrent le couple de dormir durant une semaine. 
Ayant atteint la fin de son mandat, le gouverneur décida de quitter immédiatement l’État avec son épouse ; il ne revint en Géorgie que plusieurs années plus tard.

#### Agression en prison

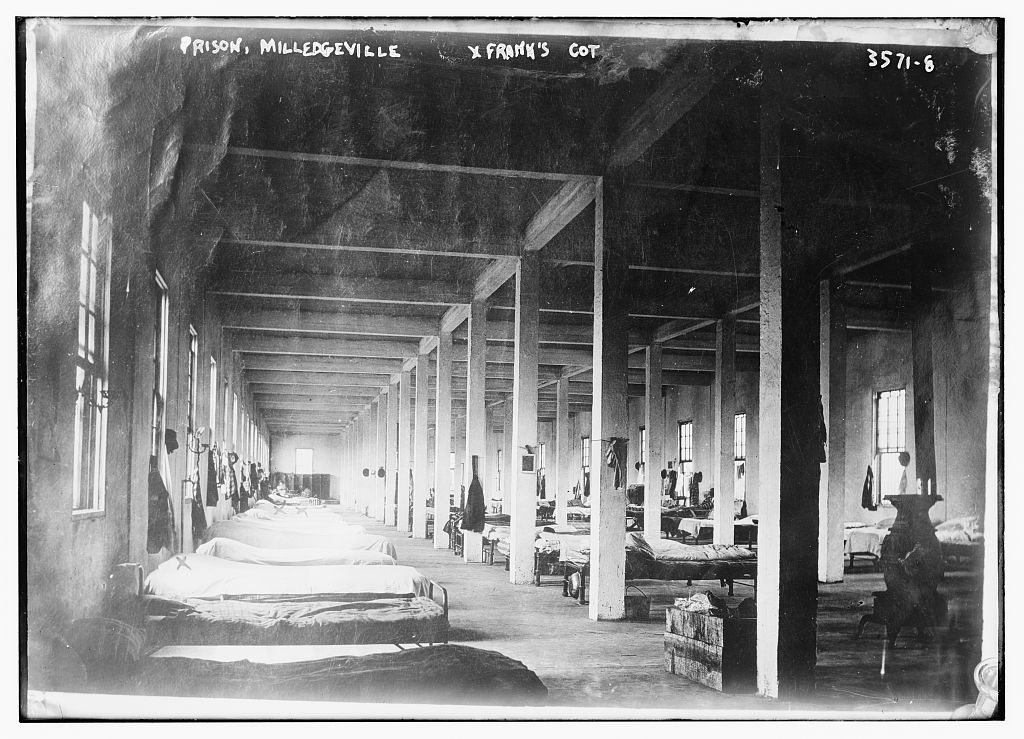
Dortoir composé de lits de camp de la prison de Milledgeville, où Frank était détenu avant son enlèvement.

Pour assurer la sécurité de Leo Frank, le gouverneur Slaton, avant de rendre sa décision publique, l'avait fait transférer de nuit de la prison d'Atlanta à celle de Milledgeville (180 km plus au sud). Cette mesure le protégea de la foule d'Atlanta mais pas de ses codétenus, puisque le 17 juillet l'un d'entre eux, William Creen, armé d'un couteau de boucher trancha la gorge de Leo Frank sur 21 cm de long, sectionnant la veine jugulaire. 
Creen expliqua avoir voulu éviter que lui-même et les autres détenus ne soient lynchés par la foule si jamais elle venait chercher Leo Frank, que celui-ci était une honte dans cette prison et qu'il serait pardonné s'il le tuait. Frank resta entre la vie et la mort pendant des jours et ses blessures ne cicatrisèrent jamais totalement.

## Lynchage: 16 et 17 août 1915

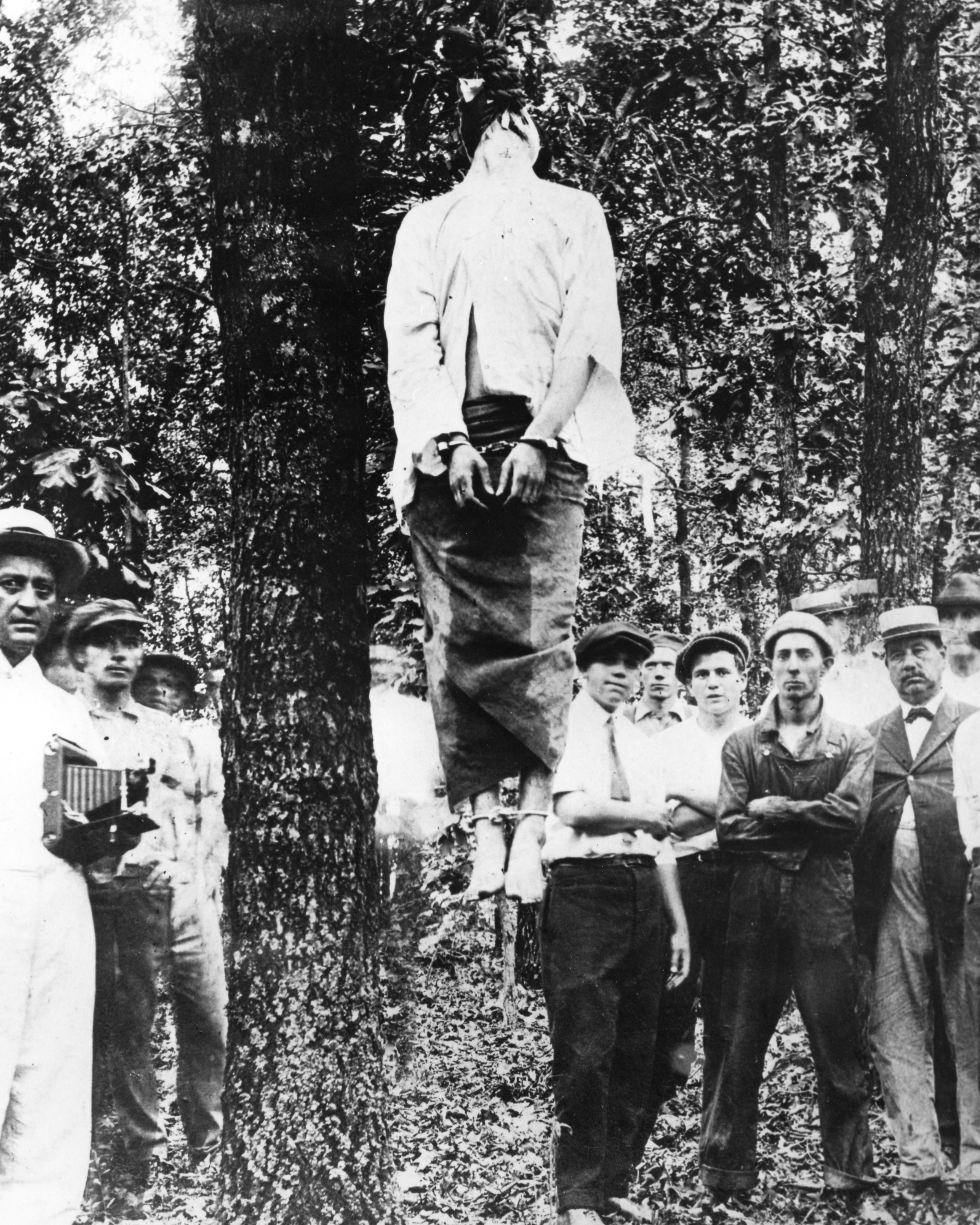
Lynchage de Leo Frank par la populace (17 août 1915).

### Mise en oeuvre
Le 16 août 1915 dans l'après-midi, une caravane de huit voitures transportant 25 hommes armés, dont de nombreux notables de la région et des citoyens spécialisés dans leur métier, se rendit séparément à la prison d’État de Milledgeville. Un électricien se chargea de couper les câbles reliant la prison mais un câble téléphonique ne fut pas coupé, ce qui permit à l’État tout entier d'être au courant de l'enlèvement moins d'une heure après ; un chauffeur et un mécanicien eurent pour mission d'éviter toute panne de véhicule ; un bourreau devait pendre le condamné ; les autres devaient prendre soin d'immobiliser les forces de police de la prison. 
Vers 22 h, le commando réussit à extraire Frank de sa cellule, et le conduisit en voiture par des chemins détournés (pour éviter les barrages de police) sur près de 240 kilomètres (plus de trois heures de trajet), jusqu'à la ville où était née la petite Mary, à Marietta. C'est là qu'il fut pendu à un arbre, tôt le matin du 17 août vers 7 h, menotté, les jambes attachées aux chevilles, le corps en direction de la maison où avait vécu Mary Phagan. Après avoir été déclaré coupable par ses ravisseurs et sommé d'avouer une dernière fois - ce qu'il refusa de faire -, sa dernière volonté fut qu'on remette son alliance à sa femme, ce qui fut fait.
Une foule d'enfants, de femmes et d'hommes arriva alors à pieds, en voiture et à cheval et l'on prit en souvenir des photographies qui eurent un grand succès, ainsi que des morceaux de la chemise de Frank ou de l'arbre où il était pendu. Selon le New York Times, l'un des spectateurs, Robert E. Lee Howell  - lié à Clark Howell, rédacteur en chef de The Atlanta Constitution - voulait couper le corps en morceaux puis le brûler - ce qui ne fut pas fait.
Présent, le juge Newt Augustus Morris a tenté de rétablir l'ordre en appelant à un vote sur la question de savoir si le corps devait être restitué intact ou non à sa famille ; seul Clark Howell de l'Atlanta Constitution n'était pas d'accord. Lorsque le corps a été décroché de l'arbre, Howell a commencé à piétiner le visage et la poitrine de Leo Frank. Le juge Morris a rapidement placé le corps dans un panier et, avec l'aide de son chauffeur John Stephens Wood, l'a fait sortir de Marietta. Le New York Times indique qu'immédiatement après le lynchage, c'était encore le juge Morris qui maintenait la foule sous contrôle pour éviter que la situation ne dégénère plus encore. 
Le lynchage était une pratique courante bien qu'illégale ; le commando avait agi masqué et les noms de ses membres ne furent révélés qu'en l'an 2000, 85 ans après les faits, bien que localement tout le monde les ait connus en leur temps. 

### Les lyncheurs
La bande criminelle était composée de 28 hommes aux spécialisations diverses pour mener à bien le lynchage : un électricien devait couper les câbles de la prison, les mécaniciens devaient faire fonctionner voire réparer les voitures ; il y avait aussi un forgeron, un technicien en téléphonie, un médecin, un bourreau et un prédicateur laïc du méthodisme.
Les participants au lynchage étaient tous bien connus localement et de nombreux notables figuraient parmi eux, dont un ancien gouverneur de Georgie, et d'anciens ou futurs maires, des shérifs comme William Frey qui a fourni la corde et la planche pour pendre Leo Frank, des fermiers, des avocats, des banquiers, etc., ainsi qu'une partie de la délégation de Marietta présente à l'audience du gouverneur Slaton pour la commutation de la peine,,. Des années plus tard, le juge Newt Augustus Morris a été identifié comme l'un des véritables meneurs.

### Jusqu'à l'enterrement
Le corps de Leo Frank fut transporté le 17 août à Atlanta par une entreprise de pompes funèbres. Là, des milliers de personnes ont assiégé le magasin des pompes funèbres, exigeant de voir le corps ; après avoir commencé à jeter des briques, la foule a pu être satisfaite en défilant devant le corps de Leo Frank en salle mortuaire. Sa dépouille fit ensuite le voyage par train jusqu'à New York, accompagnée par sa veuve. 
Leo Frank fut inhumé le 20 août au cimetière juif du Mont Carmel dans le Queens à New York, aux côtés de membres de sa famille,.

### À la suite du lynchage
Le New York Times écrit que la grande majorité des habitants du comté de Cobb pensaient avoir obtenu justice en pendant Leo Frank et que la foule présente lors du lynchage avait juste réussi à appliquer la loi après que le gouverneur Slaton l'eut arbitrairement annulée. 

#### Photographies et souvenirs
Des photographies prises en souvenir du lynchage, l'on fit des cartes postales qui eurent un grand succès, mais que la presse locale refusa de publier,  craignant des représailles au niveau national. Trois jours après le lynchage, la ville d'Atlanta dut prendre un arrêté interdisant la vente de telles cartes postales en souvenir mais en 1917, on en vendait encore.
L'historienne Amy Louise Wood écrit que les journaux locaux n'ont pas publié les photographies parce que cela aurait été trop controversé étant donné que les criminels étaient clairement visibles et que le lynchage était condamné partout aux États-Unis d'Amérique. Le journal d'État Columbia, qui a condamné l'exécution sommaire de Frank, écrivit : « Les lyncheurs héroïques de Marietta sont trop modestes pour donner leurs photos aux journaux ». Wood écrit également qu'un film d'information sur le lynchage a été produit, comprenant des photographies, bien qu'il se soit concentré sur la foule sans montrer le corps de Frank ; son exposition a été empêchée par la loi sur la censure.
Outre les photographies, l'Atlanta Journal rapporte que parmi la foule, des chasseurs de souvenirs ont coupé des parties des manches de la chemise de nuit de Frank, des morceaux de sa corde et des branches de l'arbre ont également été vendus,. Ces articles se vendaient si vite que la police a dû annoncer que les vendeurs auraient besoin d'une licence de commercialisation.

#### Enquête sur le lynchage
Nathaniel E. Harris , le gouverneur nouvellement élu qui a succédé à Slaton, promit de punir la foule, en accordant une récompense de 1 500 $ à quiconque fournirait des informations, mais Charles Willis Thompson du New York Times déclara que les citoyens de Marietta « mourraient plutôt que de révéler » leur connaissance ou même leur suspicion [sur l'identité des lyncheurs] » et le Macon Telegraph, un journal local, déclara : « sans aucun doute, ils peuvent être arrêtés, mais il y a de forts doutes s'ils le seront un jour ».
L'enquête fut effectivement menée mais personne ne fut inculpé.

## Conséquence de l'affaire Leo Frank

### Sur la société américaine

#### Sur la société juive américaine
- Création de l'ADL

Après sa condamnation, l'association juive dont Leo Frank était le président à Atlanta, « Les fils de l'Alliance » (ou B'nai B'rith), a décidé de créer l'AntiDefamation League en septembre 1913 pour empêcher à l'avenir toute calomnie contre l'un de ses membres,.
- en Géorgie même

À la suite du lynchage d'août 1915, la moitié de la communauté juive de Géorgie fuit l’État de peur des représailles et notamment du boycott infligé à leurs commerces. Le jour du lynchage, la communauté juive de Marietta - ville natale de Marie Phagan - reçut l'avertissement qu'elle devait également quitter la ville avant minuit ; elle s'exécuta.

#### Renaissance du Ku Klux Klan
À la suite de l'affaire Mary Phagan, en octobre 1915, une partie des membres de l'association « les chevaliers de Mary Phagan » s'associa avec des nostalgiques du Ku Klux Klan (interdit depuis les années 1870) pour le ressusciter.

### Sur les survivants du drame

#### L'épouse de Leo Frank
Lucille, l'épouse de Leo Frank, ne se remaria jamais. Elle consacra sa vie à clamer l’innocence de son défunt mari et mourut en 1957 à New York.
Bien qu'une place lui ait été réservée à la gauche de la tombe de Léo à New York, elle demanda en 1954 à être incinérée afin de pouvoir être ramenée secrètement dans le caveau familial d'Atlanta (des funérailles auraient entraîné des représailles), ce qui fut fait sept ans après sa mort. Ce dernier souhait, reposer entre ses parents à Atlanta plutôt qu'à côté de Leo Frank, est considéré par les partisans de la culpabilité de celui-ci comme un aveu de la culpabilité de Frank de la part de son épouse - une rumeur prétendant que Leo lui aurait avoué avoir commis le crime.

#### Jim Conley
Jim Conley, le balayeur de l'usine, ne purgea en tout qu'un an de prison pour sa complicité de dissimulation de cadavre dans l'affaire. Il fut interpellé plus tard pour cambriolage, ivresse et pari clandestin ; il fut condamné à 20 ans de prison, mais n'en fit qu'une partie.
Il mourut en 1962.

#### Liste des lyncheurs
Le Washington Post écrit que le groupe de lyncheurs, comprenait plusieurs citoyens éminents, dont Joseph M. Brown, ancien gouverneur de Géorgie, le juge Newt Augustus Morris, Eugene Herbert Clay, ancien maire de Marietta et plus tard président du Sénat de Géorgie, EP Dobbs, maire de Marietta au moment des événements, Moultrie McKinney Sessions, avocat comme Fred Morris et banquier, le chauffeur d'alors John Stephens Wood devenu politicien et magistrat,... Étaient également présents plusieurs shérifs comme William Frey, anciens shérifs du comté de Cobb et d'ailleurs, le fils d'un sénateur, un législateur d'État, un ancien juge de la Cour suprême de l'État, l'officier de police Emmet Burton et d'autres,,. 
Les noms de ces notables correspondent à ceux de rues actuelles de la commune de Marietta ; ils figurent dans des bâtiments publics, des centres commerciaux et des bureaux juridiques,,.Leurs noms n'ont été rendus publics qu'en juin 2000, lorsque Stephen Goldfarb, professeur d'histoire puis bibliothécaire d'Atlanta, a publié la liste sur Internet, sur la base des informations divulguées en 1953 par la nièce du même nom de la jeune victime, Mary Phagan Kean, qui a mené son enquête. 

## Tentatives de réhabilitation, années 1980

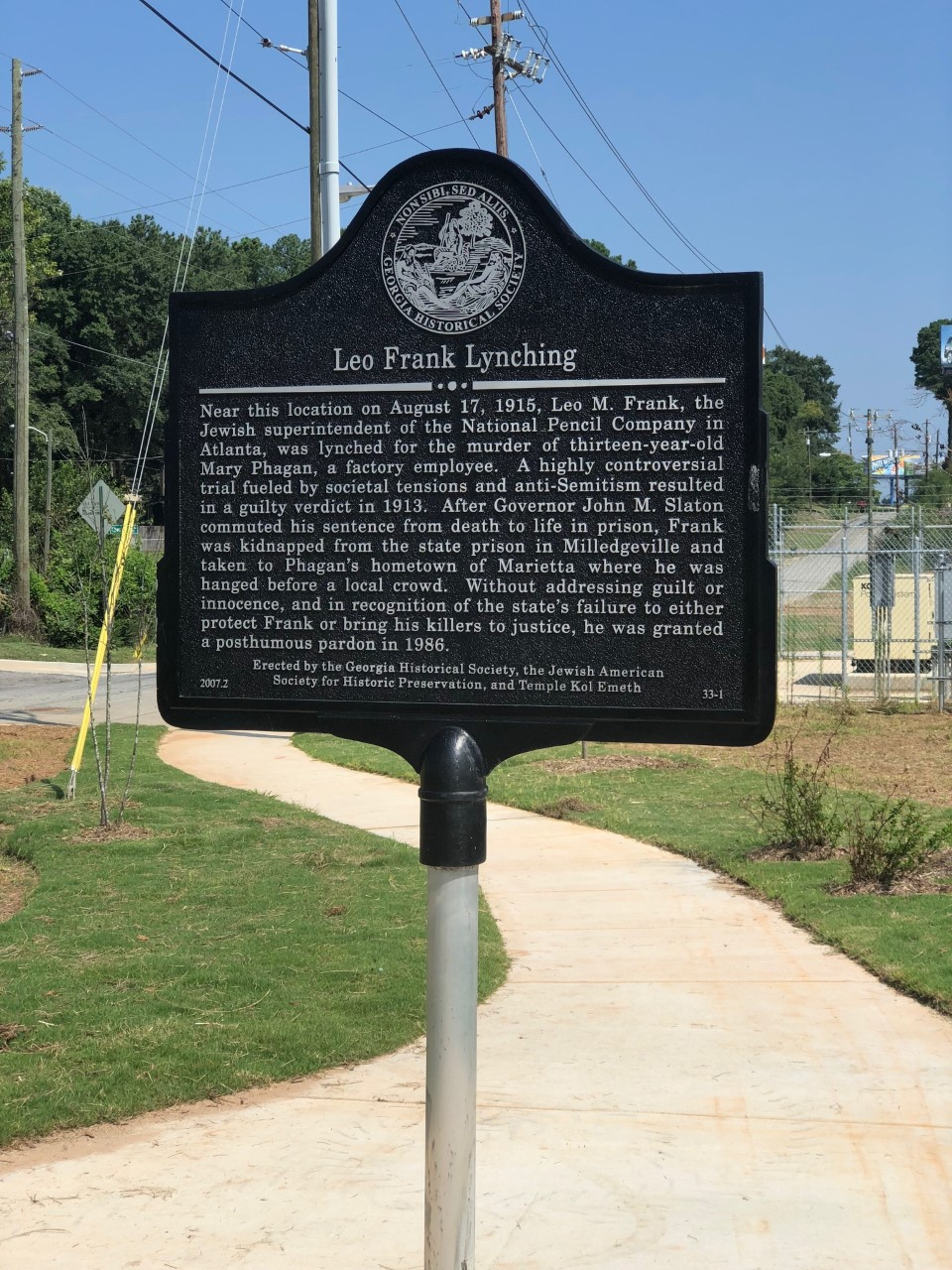
Plaque commémorative sur le lieu du lynchage au Leo Frank Memorial Lynching Park à Marietta, érigée en 2007 : « Accusé à tort. Condamné à tort. Assassiné sans raison ».

Le 7 mars 1982, Alonzo Mann, qui était en 1913 un petit garçon employé à l'usine de crayons, affirma avoir vu Jim Conley seul déplacer le corps de la petite Mary. Menacé de mort par Jim Conley s'il disait la vérité, il se tut sur le conseil de sa famille et de ses proches. Alonzo Mann mourut trois ans après, en 1985, et avoua avoir fait cette démarche pour pouvoir partir la conscience tranquille. Jim Conley était mort depuis 1962, soit vingt ans auparavant.
À la suite de ce rebondissement, l'AntiDefamation League tenta de mener une procédure de réhabilitation envers Leo Frank mais échoua car toutes les pièces du dossier avaient été perdues. La Cour décida donc qu'on ne pouvait ni confirmer ni infirmer le verdict rendu à l'époque. Cependant, en 1986, la Cour reconnut sa faute dans le lynchage de Leo Frank, reconnaissant n'avoir pas pu le protéger. La même année, une demande en grâce auprès du Conseil des grâces et des libérations conditionnelles de l'État de Géorgie aboutit à un accord de pardon,. Cette grâce n'absout pas totalement Leo Frank : il est toujours officiellement reconnu coupable en vertu de la constitution de l'État de Géorgie.
La communauté juive et d'autres partisans continuent aujourd'hui de proclamer l'innocence de Leo Frank,, et des chercheurs vont dans ce sens, qui concluent que Jim Conley était probablement le véritable meurtrier,,. En revanche, pour la Justice américaine et la famille de la victime, Frank reste coupable.  Même si pour la famille Phagan, Leo Frank est coupable, elle a toujours interdit aux « chevaliers de Mary Phagan » et au KKK de procéder à des cérémonies sur la tombe de Mary Phagan, et donc de s'associer à leurs actions. L'opinion demeure divisée.

## Rôle des médias

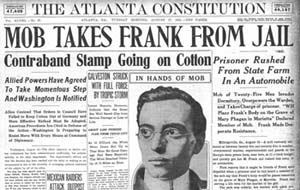
LAtlanta Constitution annonçant le rapt de Leo Frank (17 août 1915).

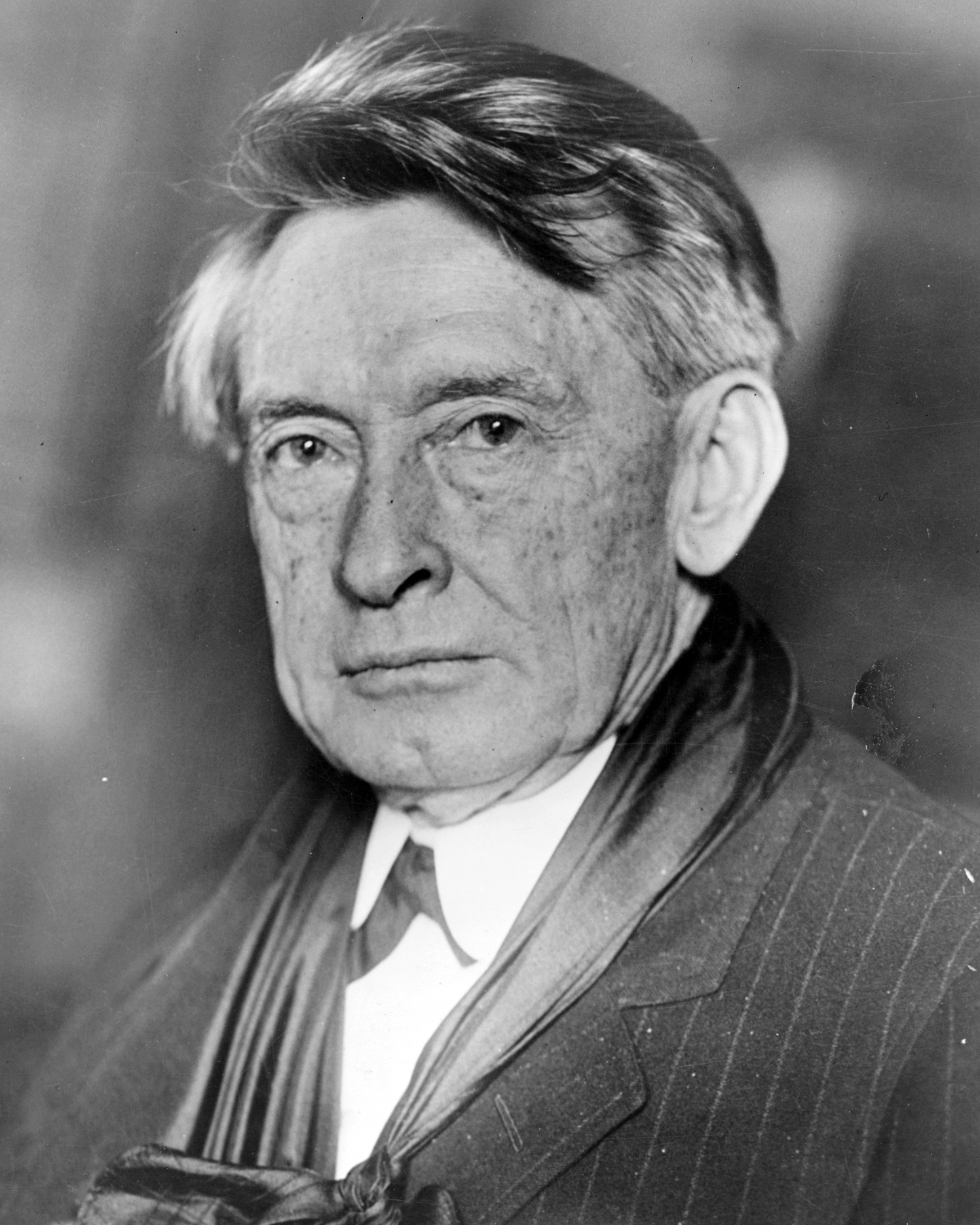
Le sénateur Thomas E. Watson, éditeur des Watson's Magazine et The Jeffersonian, qui ont conduit l'opinion publique contre Leo Frank.

Le procès de Frank a été l'objet de surenchères spectaculaires de la part des médias qui décrivirent des scènes d'orgies et de viol à l'usine de Frank. D'avril à août, durant les quatre premiers mois, près de 18 000 colonnes lui furent consacrées. Des trois journaux de la ville (The Atlanta Constitution, The Atlanta Journal, The Atlanta Georgian), celui de Hearst Co. (The Georgian) en a le plus profité en multipliant par trois son tirage. Hearst fit venir pour gagner cette bataille de la presse son éditeur de New York (Keats Speed) spécialement pour l'affaire.
La presse ne s'embarrassait pas de déontologie, et dès le premier jour, elle accusa Newt Lee d'avoir commis le crime, et déjà la foule demandait qu'on le lynche. Alors que trois jours après les faits, Newt Lee était déjà remplacé par Leo Frank sur la liste des suspects no 1, cela n'empêchait pas le Georgian de titrer en gros en Une : « La culpabilité de Lee est prouvée ! ». Le sénateur démagogue nativiste, avocat et éditeur géorgien Tom Watson en particulier enflamma l'opinion publique en appelant au lynchage pour en finir avec Leo Frank, en justifiant le principe du lynchage en l'expliquant comme l'application de la « justice populaire » ; il commenta l'affaire à partir de décembre 1914, accusant à sens unique « le pervers juif ». Son mensuel et son hebdomadaire (The Watson Magazine et The Jeffersonian) virent leur tirage quadrupler : en 1914, lorsque Watson commence à inciter la foule avec son message anti-Franck, le Jeffersonian est imprimé à 25 000 exemplaires mais le 2 septembre 1915, son tirage atteint 87 000 exemplaires. La presse géorgienne et atlantéenne ne condamna pas unanimement Leo Frank ; après les premiers mois du procès, et après la condamnation, les journaux remirent en question la décision du jury. Certains journaux géorgiens n'hésitèrent pas à condamner son lynchage par ailleurs, dès le jour même, et ils refusèrent de diffuser les photos du lynchage. En-dehors d'Atlanta, en Géorgie même, il y eut tout de même quelques journaux pour saluer cette « justice populaire ».
En dehors de Géorgie, la presse était majoritairement pour Leo Frank. À Los Angeles et à New York, on fustigeait l'attitude archaïque des sudistes. Leo Frank croyait fermement dans sa future relaxe ; il était soutenu par la diaspora juive américaine qui était regroupée dans l'American Jewish Committee. Ce dernier était dirigé par Louis Marshall, qui, depuis New York (où il dirigeait le New York Times), a tout le long de l'affaire conseillé les avocats de Frank et orchestré véritablement le soutien à Leo Frank dans la presse grâce à ses puissantes relations, il l'a également aidé financièrement. Toutefois, l'AJC était soucieuse de ne pas organiser de manifestations trop voyantes, ni de campagne de presse trop virulente de peur de jeter de l'huile sur le feu ; les adversaires de Leo Frank ne se sont pas gênés pour expliquer le soutien à Leo Frank de la part de la presse par la corruption et l'argent du lobby juif.

## Raisons sociales et culturelles
Pour l'AntiDefamation League et l'American Jewish Committee, l'affaire Leo Frank montre indéniablement l'antisémitisme américain inhérent à la culture sudiste (blanche, chrétienne, WASP, raciste) ; pour eux Leo Frank est le seul Blanc à avoir été condamné à mort sur la foi du témoignage d'un Noir. Cela dit, l'antisémitisme sudiste reste une question débattue : de nombreux officiers confédérés étaient juifs, les Juifs sont arrivés très tôt dans le sud (dès le XVIe siècle) et le lynchage de Leo Frank reste le seul concernant un Juif dans toute l'histoire des États-Unis, que ce soit au Sud ou au Nord : ce fut le premier et le dernier aussi.
En 1915, vingt-deux personnes sont lynchées en Géorgie, « toutes noires sauf une » : Leo Frank. 
Plusieurs mois après le procès, avant le lynchage, les journaux d'Atlanta firent circuler une pétition appuyant la commutation de la peine déposée auprès du gouverneur ; ils reçurent des milliers de soutiens de gens du pays. L'historien américain Leonard Dinnersein met l'accent sur la situation sociale explosive d'Atlanta dans les années 1910 sur fond de misère et de violence extraordinaire (en 1906, Atlanta est le lieu de très violentes émeutes) : une population très pauvre, avec un très haut taux de criminalité, et une injustice sociale quasi permanente (Mary Phagan est l'exemple du travail d'enfant sous-payé), une misère intellectuelle également où l'illettrisme mène à une manipulation facile des foules,.

## Adaptations de l'affaire

### Théâtre
- Parade, comédie musicale d'Alfred Uhry et Jason Robert Brown sur le lynchage de Leo Frank, produite à Broadway (New York) en 1998 ; le titre évoque la parade du Confederate day (jour de la mort de M. Phagan) et la parade du lynchage (jour de la mort de L. Frank). La comédie musicale est reprise au Bernard B. Jacobs Theatre, en 2023[106],[107].

### Cinéma et télévision
- Murder in Harlem, 1935, film américain réalisé par Oscar Michaux.
- They wont forget, 1937, film américain adapté du livre Death in the Deep South de Ward Green, avec Lana Turner dans le rôle de Mary Phagan.
- The murder of Mary Phagan, film américain disponible en français (Le Meurtre de Mary Phagan), en deux parties, de William Hale, avec Kevin Spacey, 1988[108],[109].

### Littérature
- Death in the Deep South de Ward Green[110]
- Richard Kruger, Members of the Tribe, 1977, l'affaire est reconstituée à Savannah plutôt qu'Atlanta.
- David Mamet, The Old Religion, 1997, le narrateur est Leo Frank racontant son histoire.

### Bande dessinée
- Ils ont tué Leo Frank, 2020, bande dessinée, Scénario de Xavier Bétaucourt et dessins d'Olivier Perret, éditions Steinkis